# Dance Central
Dance Central è un videogioco musicale per Xbox 360 che utilizza il controller kinect, sviluppato da Harmonix Music Systems, creatore della serie Guitar Hero. Il titolo è il primo della serie Dance Central.

## Modalità di gioco
Il gioco consiste nel seguire il ballerino, analogamente a Just Dance, in oltre 650 passi di danza diversi e oltre 90 coreografie. Ci sono cinque modalità disponibili:
- Modalità normale: l'obiettivo del giocatore è di completare le coreografie di danza per guadagnare un punteggio elevato.
- Modalità allenamento: un'estensione della modalità normale in cui il numero di calorie bruciate sono monitorate.
- Modalità battaglia: due giocatori devono competere testa a testa in una coreografia di danza. La persona con il punteggio più alto è il vincitore. Nel raro caso di parità nel punteggio, il giocatore che ha indovinato più mosse vince.
- Modalità sfida: diversi brani (quattro o cinque) di ogni categoria di difficoltà almeno quattro stelle ciascuno. Questa modalità aumenta la difficoltà del gioco avendo porzioni di quattro o cinque canzoni combinati in un'unica coreografia, mescolando così i passi di danza. Tutte le sfide devono essere completate con quattro stelle in modo da sbloccare la sfida finale.
- Scomponi: Una modalità pratica che permette ai principianti di imparare passi di danza più avanzate uno dopo l'altro

## Personaggi
In questo gioco è possibile scegliere tra i seguenti ballerini:
- Angel
- Miss Aubrey
- Dare
- Eliot (da sbloccare)
- Emilia
- MacCoy
- Mo
- Oblio
- Taye
- Ttiw Tolrep

## Canzoni
| Titolo                          | Artisti                       | Anno | Difficoltà |
| ------------------------------- | ----------------------------- | ---- | ---------- |
| Body Movin' (Fatboy Slim Remix) | Beastie Boys                  | 1990 | 6 Stelle   |
| Brick House                     | The Commodores                | 1970 | 6 Stelle   |
| Bust a Move                     | Young MC                      | 1980 | 5 Stelle   |
| C'mon N' Ride It (The Train)    | Quad City DJ's                | 1990 | 1 Stella   |
| Can't Get You out of My Head    | Kylie Minogue                 | 2001 | 1 Stella   |
| Crank That (Soulja Boy)         | Soulja Boy Tell 'Em           | 2000 | 2 Stelle   |
| Days Go By                      | Dirty Vegas                   | 2000 | 5 Stelle   |
| Dip It Low                      | Christina Milian              | 2000 | 3 Stelle   |
| Don't Sweat the Technique       | Eric B. & Rakim               | 1990 | 6 Stelle   |
| Down                            | Jay Sean                      | 2000 | 2 Stelle   |
| Drop It like It's Hot           | Snoop Dogg feat. Pharrell     | 2000 | 6 Stelle   |
| Evacuate the Dancefloor         | Cascada                       | 2000 | 3 Stelle   |
| Flava In Ya Ear (Remix)         | Craig Mack                    | 1990 | 4 Stelle   |
| Funkytown                       | Lipps Inc.                    | 1980 | 1 Stelle   |
| Galang                          | M.I.A.                        | 2000 | 1 Stelle   |
| Hella Good                      | No Doubt                      | 2000 | 3 Stella   |
| Hey Mami                        | FannyPack                     | 2000 | 0 Stelle   |
| I Know You Want Me (Calle Ocho) | Pitbull                       | 2000 | 0 Stelle   |
| Jungle Boogie                   | Kool & the Gang               | 1970 | 2 Stella   |
| Just Dance                      | Lady Gaga feat. Colby O'Donis | 2000 | 6 Stelle   |
| King of the Dancehall           | Beenie Man                    | 2000 | 3 Stelle   |
| Maneater                        | Nelly Furtado                 | 2000 | 4 Stelle   |
| Move Ya Body                    | Nina Sky                      | 2000 | 3 Stelle   |
| Poison                          | Bell Biv DeVoe                | 1980 | 4 Stelle   |
| Poker Face                      | Lady Gaga                     | 2000 | 0 Stelle   |
| Pon de Replay                   | Rihanna                       | 2000 | 0 Stelle   |
| Pump Up the Jam                 | Technotronic                  | 1980 | 5 Stelle   |
| Push It                         | Salt-n-Pepa                   | 1980 | 4 Stelle   |
| Rendez-Vu                       | Basement Jaxx                 | 1990 | 3 Stelle   |
| Rump Shaker                     | Wreckx-n-Effect               | 1990 | 2 Stelle   |
| Satisfaction                    | Benny Benassi                 | 2000 | 5 Stelle   |
| Teach Me How To Jerk            | Audio Push                    | 2000 | 4 Stelle   |